# Carlos Merino González
Carlos Merino González és un futbolista professional basc, que va néixer a Bilbao el 15 de març de 1980. Ocupa la posició de migcampista.

## Trajectòria
Després de formar-se a l'Urdaneta i a l'equip de la Universitat de Texas, comença a destacar a la temporada 99/00, a les files del conjunt anglès del Nottingham Forest FC. La seua progressió crida l'atenció de l'Athletic Club, que el fitxa a l'any següent. Però, no es consolida al club de San Mames, jugant només 8 partits i sent cedit al Burgos, de Segona Divisió.
Al mercat d'hivern de la temporada 03/04 recala al CD Numancia, amb qui aconsegueix l'ascens a Primera. De nou a la màxima categoria, hi juga 27 partits i marca 5 gols amb els castellans. Tornaria a assolir l'ascens a primera divisió amb el Nàstic de Tarragona.
Posteriorment, ha militat a la UD Las Palmas i a l'Albacete Balompié, ambdós a la Segona Divisió.